# Armando Perna
Armando Perna (Palermo, 25 de abril de 1981) é um ex-futebolista italiano que atualmente trabalha para o Legnago como assistente técnico.
Jogou no Modena Football Club.